# سيسموندي
جون شارل لينارد دي سيسموندي (19 مايو 1773م - 25 يونيو 1842م) ولد في جنيف بسويسرا. وهو كاتب ومؤرخ اقتصادي، ومن أنصار مذهب التدخل (Interventionism)، الذي يعتبر وسطاً بين مذهب الاشتراكية والمذهب الطبيعي. وهو مؤرخ معروف بكتاباتهِ في التاريخ الفرنسي والأيطالي.
ولقد هاجم سيسموندي آراء وأفكار المذهب الحر الطبيعي (Physiocrats) في كثير من الاراء التي كان يروج لها أنصاره، ودعى إلى الاهتمام بتحسين حالة العمال وتأمين السلامة الصناعية وضمان حالات البطالة والمرض والعجز. وقد مهدت آراءهُ لفكرة الضمان الاجتماعي. وكان لكتبهِ وخصوصاً كتاب (المباديء الجديدة للاقتصاد السياسي) الأثر الفعال لتمهيد الطريق للنظرية التاريخية الألمانية.

## من مؤلفاته
- المباديء الجديدة للاقتصاد السياسي.
- تاريخ أيطاليا في العصور الوسطى - وهو من أعظم أعمالهِ التاريخية ظهر الجزء الأول منهُ عام 1807 وأتم الجزء السادس والأخير عام 1818.

## انتقاده للمدرسة التقليدية
بدأ سيسيموندي متحمساً لأفكار التقليديين في الحرية الاقتصادية، ولكنه ما لبث أن عارض الكثير من أفكارهم. وهو لا يبني معارضته على أساس رفض المبادئ التي تضمنتها النظرية التقليدية بقدر ما كانت معارضته مبنية على أساس ضرورة تغيير المنهج الواجب الاتباع في دراسة الاقتصاد، وإعادة النظر في موضوع علم الاقتصاد، وأخيراً التشكيك في النتائج العملية المستخلصة من تلك النظرية. فأسلوب الدراسة المُجرد والمنهج المنطقي لا يلائم الاقتصاد الذي هو علم أخلاقي يرتكز على الملاحظة ودراسة التاريخ. كذلك فإن سيسموندي يرى أن موضوع الدراسة ليس الثروة وإنما الإنسان. ودون التعرض لفكار سيسموندي، فقد كان من أوائل من أثاروا الشك حول فكرة الانسجام بين المصالح الخاصة والمصلحة العامة. كما كان من أنصار تدخل الدولة، وإن ظل معارضاً لكثير من الأفكار الاشتراكية.

## روابط خارجية
- سيسموندي على موقع الموسوعة البريطانية (الإنجليزية)